# تايت
تايت (وتعرف أيضًا باسم تاييت, تايِت, وتايتيت) هي إلهة مصرية قديمة. تشير بعض المصادر إلى أن زوجها كان نبري، بينما تفيد مصادر أخرى بأنها قد تكون قرينة حج حتب.

## إلهة النسيج
تايت كانت الإلهة المصرية القديمة للنسيج والمنسوجات وإلى حد أقل التحنيط. دورها كان مشابهًا لدور حج حتب. اسم تايت مشتق من كلمة تعني الثوب. نظرًا لأن الكتان كان النسيج الأكثر شيوعًا في مصر القديمة، كانت تايت غالبًا تنسج أو تهدي أغطية رأس كتان للآلهة والمسؤولين رفيعي المستوى. كانت تماثيل الآلهة تلبس في كتان عالي الجودة، وكان الكتان يعتبر إلهيًا بسبب جودته وخصائصه. يُستخرج الكتان من ساق نبتة الكتان: كلما كانت النبتة أصغر سنًا، كلما كانت الدرجة أعلى والجودة أفضل للمنتج الكتاني. نظرًا لخصائص الكتان الواقية، بدأت تايت تأخذ دور الشخصية الأمومية الحامية. في نصوص الأهرام الفصل 738a، تحرس تايت رأس الملك، وتساعده في كسب مودة الآلهة الأخرى. في مصر القديمة، كان النسيج نشاطًا تجاريًا شائعًا بين نساء العمال والنساء الملكيات. لاحقًا، تم إدخال القطن إلى مصر مع الإمبراطورية الرومانية.

## إلهة جنازية
أصبحت تايت مرتبطة كإلهة جنازية من خلال استخدام أربطة التحنيط. تُعرف تايت كإلهة "الإيقاظ بسلام" وترتبط بقرابين النسيج لكسب مودة الآلهة. كإلهة جنازية، تم تصويرها في القسم الخامس من كتاب الكهوف، الذي يصف رحلة رع عبر العالم السفلي وتعاملاته مع الملعونين. تظهر وهي تستقبل رع وأوزيريس في السجل السفلي. في نصوص الأهرام من الأسرة الخامسة والأسرة السادسة، توصف تايت كشخصية أمومية تلف الأربطة حول الملك الميت. كانت أربطة المومياء تأتي من "أرض تايت".

## إلهة تايت
كانت تايت الإلهة الحامية لمدينة تايت كما هو مذكور في إحدى سطور نصوص الأهرام.

## الأعمال المستشهد بها
- Editor, Hastings, James; Editor, Selbie, John Alexander; Editor, Gray, Louis Herbert. Encyclopedia of Religion and Ethics: Mundas-Phrygians. Andover-Harvard Theological Library.
- "The goddess of weaving Tait". http://www.reshafim.org.il/ad/egypt/religion/tait.htm.
- "Women's Clothing and Fashion in Ancient Egypt". http://www.womenintheancientworld.com/women%27s%20clothing.htm.
- Willems, Harco (1996). The coffin of Heqata : (Cairo JdE 36418); a case study of Egyptian funerary culture of the Early Middle Kingdom. Leuven: Peeters [u.a.]. (ردمك 90-6831-769-5).
- "The Book of Caverns". www.touregypt.net (in Russian). http://www.touregypt.net/featurestories/caverns.htm.
- Nicholson, edited by Paul T.; Shaw, Ian (2000). Ancient Egyptian materials and technology (1. publ., repr. ed.). Cambridge: Cambridge Univ. Press. (ردمك 0-521-45257-0).

## قراءة إضافية
- El-Saady, Hassan. "Reflections on the Goddess Tayet." The Journal of Egyptian Archaeology 80 (1994): 213-17. Accessed June 16, 2020. doi:10.2307/3821868.